# Benelux
 (mai 2025).
 (janvier 2022).
Si vous disposez d'ouvrages ou d'articles de référence ou si vous connaissez des sites web de qualité traitant du thème abordé ici, merci de compléter l'article en donnant les références utiles à sa vérifiabilité et en les liant à la section « Notes et références ».
Le Benelux (officiellement l’Union Benelux ; en néerlandais : Benelux Unie), acronyme formé par les syllabes initiales des noms des trois pays dans leurs langues d'origine — Belgique ou België ou Belgien, Nederland et Luxembourg —, est une union à l’origine économique entre la Belgique, les Pays-Bas et le Luxembourg. Aujourd'hui, La Belgique, les Pays-Bas et le Luxembourg coopèrent activement pour accroître durablement la prospérité des citoyens et des entreprises au sein du Benelux.
L’Union Benelux est un pionnier de la coopération transfrontalière, un modèle d’intégration régionale et un laboratoire de la coopération européenne, à la fois comme précurseur et comme complément de la politique européenne.
Ces trois monarchies constitutionnelles voisines, situées en Europe de l'Ouest, entre la France et l’Allemagne, formant autrefois un seul pays, le royaume uni des Pays-Bas, de 1815 à 1830, se sont unies à la fin de la Seconde Guerre mondiale pour former une entité économique plus forte face à des pays voisins beaucoup plus grands.
Outre la coopération sur la base d'un traité (Traité Benelux), il existe également une coopération politique dans le cadre du Benelux, y compris les Sommets des Premiers ministres du Benelux.
Le nom de Benelux est aujourd’hui souvent utilisé de manière générique pour désigner l’ensemble de ces trois pays, que cela soit de manière géographique, culturelle, cinématographique, économique, etc. La graphie est parfois francisée en Bénélux, mais l’orthographe et les textes officiels s’en tiennent à Benelux.
La superficie du Benelux est de 74 656 km2 et regroupe 30,2 million d’habitants.
En 2025, le Luxembourg préside le Comité de Ministres du Benelux.

## Création

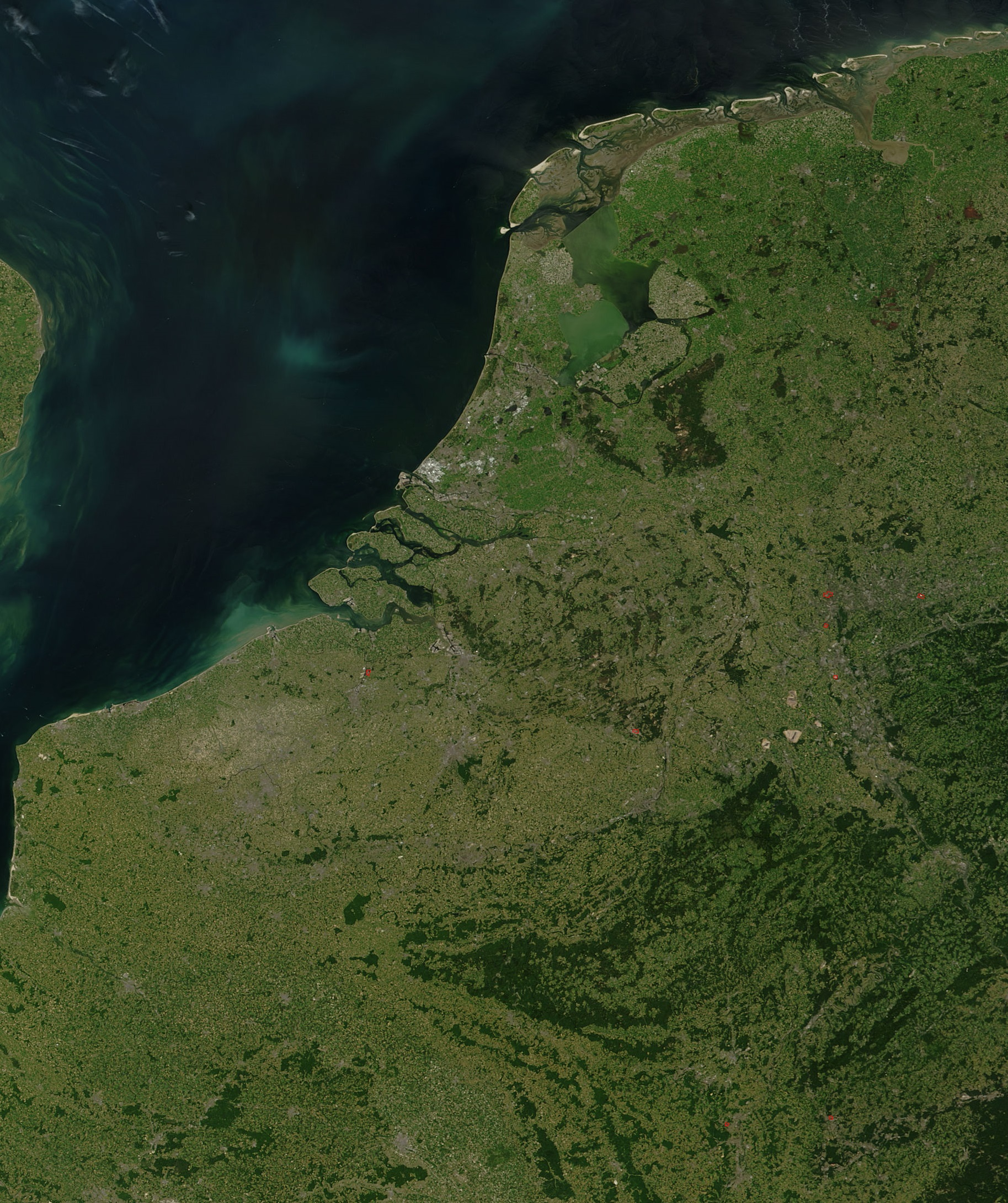
Photo satellite du Benelux, 2005

La signature, le 25 juillet 1921, du traité créant l’Union économique belgo-luxembourgeoise peut être vue comme les prémices du Benelux (les frontières économiques sont levées et les monnaies sont liées par une parité fixe). Ce n’est toutefois qu’en 1944, en pleine Seconde Guerre mondiale, que les gouvernements en exil des Pays-Bas, de la Belgique et du Luxembourg sont convenus de supprimer les droits de douane à leurs frontières communes et de fixer une taxation commune pour les marchandises venant de l’extérieur. Cette politique de libre-échange est inspirée par l’échec des politiques protectionnistes menées dans les années 1930 à la suite de la crise de 1929. Les principaux négociateurs du gouvernement belge sont Paul-Henri Spaak, ministre des Affaires étrangères, et Camille Gutt, ministre des Finances, le Premier ministre étant Hubert Pierlot.
Le 5 septembre 1944, une convention d’union douanière est signée. Finalement, la convention est ratifiée au cours de l’été 1947 et entre en vigueur le 1er janvier 1948 (les trois gouvernements, en exil à Londres, se ménagent une période tampon nécessaire à la reconstruction). Le Benelux a pour vocation de permettre la libre-circulation des personnes, des biens et des services.
Le Benelux découle des liens étroits qui unissent la Belgique, les Pays-Bas et le Luxembourg après la Seconde Guerre mondiale et les conduisent à faire des choix identiques, au-delà de la coopération économique. Ainsi, les trois États du Benelux adhèrent le 17 mars 1948 à l’Union de l'Europe occidentale (UEO) (France, Royaume-Uni, et Benelux) afin de se protéger du bloc de l’Est. En 1949, les États membres du Benelux adhèrent à l’OTAN.
Rapidement, le Benelux s’est agrégé à des zones d’intégration économique plus larges et parfois plus ambitieuses que lui : OECE en 1948, CECA en 1951 puis CEE en 1957. S’il a ainsi perdu une partie de sa raison d’être, il a le mérite d’avoir été un des noyaux de base de la construction européenne, ainsi que de celle de l’espace Schengen.
L’Union économique Benelux a été instituée à La Haye par le traité du 3 février 1958 pour durer jusqu’à 2008, soit pour une durée de 50 ans ; elle a été remplacée par le traité de La Haye du 17 juin 2008 instituant l’Union Benelux (entrée en vigueur le 1er janvier 2012). La coopération se concentre sur trois thèmes principaux : l'économie, la sécurité et la durabilité.

## Histoire

### Origines

Le Royaume uni des Pays-Bas et le Grand-duché de Luxembourg entre 1815 et 1830.

Géographiquement, le Benelux correspond presqu'au Royaume uni des Pays-Bas tel qu’il existait entre 1815, lorsqu'il a été créé par le congrès de Vienne et 1830, date de l'indépendance de la Belgique. La seule différence réside dans le fait que le Grand-duché de Luxembourg était, à l'époque, un territoire privé octroyé à la maison d'Orange-Nassau, dont Guillaume Ier était le premier grand-duc tout en étant à la fois le roi des Pays-Bas, menant à une situation d'union personnelle entre les deux états. Le Luxembourg ne faisait donc pas partie du Royaume, même si le roi grand-duc le considérait comme tel en lui octroyant, par exemple, des représentants à la Seconde Chambre des États généraux de La Haye, ou en le soumettant à la loi fondamentale néerlandaise. Ce sont d'ailleurs des griefs sociétaux, économiques et idéologiques communs qui ont mené le peuple luxembourgeois à participer massivement à la Révolution belge de 1830.

### Création
Depuis 1944, avec la création de l'union douanière, la collaboration politique et économique entre les gouvernements de la Belgique, des Pays-Bas et du Luxembourg s'est consolidée et a abouti en 1958 à la signature du Traité de l'Union économique Benelux. La collaboration entre les trois partenaires avait initialement pour objet de mettre fin aux barrières douanières aux frontières et de garantir la libre circulation des personnes, des biens et des services entre les trois pays. C'est le premier exemple d'une intégration économique internationale en Europe depuis la Seconde Guerre mondiale. Les trois pays ont donc été les précurseurs et les modèles de l'intégration européenne. Les trois partenaires continuent à jouer ce rôle de pionnier. Les pays ont aussi lancé et stimulé le processus de Schengen dès son origine en 1985. La collaboration du Benelux s'est adaptée en permanence et va aujourd'hui bien au-delà de la simple collaboration économique. Des domaines politiques nouveaux et actuels ont été inclus en matière de sécurité, de développement durable et d'économie. Le Benelux calque sa collaboration sur celle de l'Union européenne. Des idées originales ont ainsi l'occasion de se réaliser et de se développer.

### Évolution
Le 17 juin 2008, la Belgique (en toutes ses composantes), les Pays-Bas et le Luxembourg ont signé à La Haye un nouveau traité Benelux. Les trois pays veulent plus que jamais ensemble :
- perfectionner le marché intérieur ;
- renforcer la collaboration judiciaire et policière ;
- stimuler la durabilité.

L'élargissement de la coopération à d'autres domaines que l'économique explique le fait que la dénomination a changé de l'Union économique Benelux en Union Benelux. Le nouveau Traité Benelux est entré en vigueur le 1er janvier 2012.

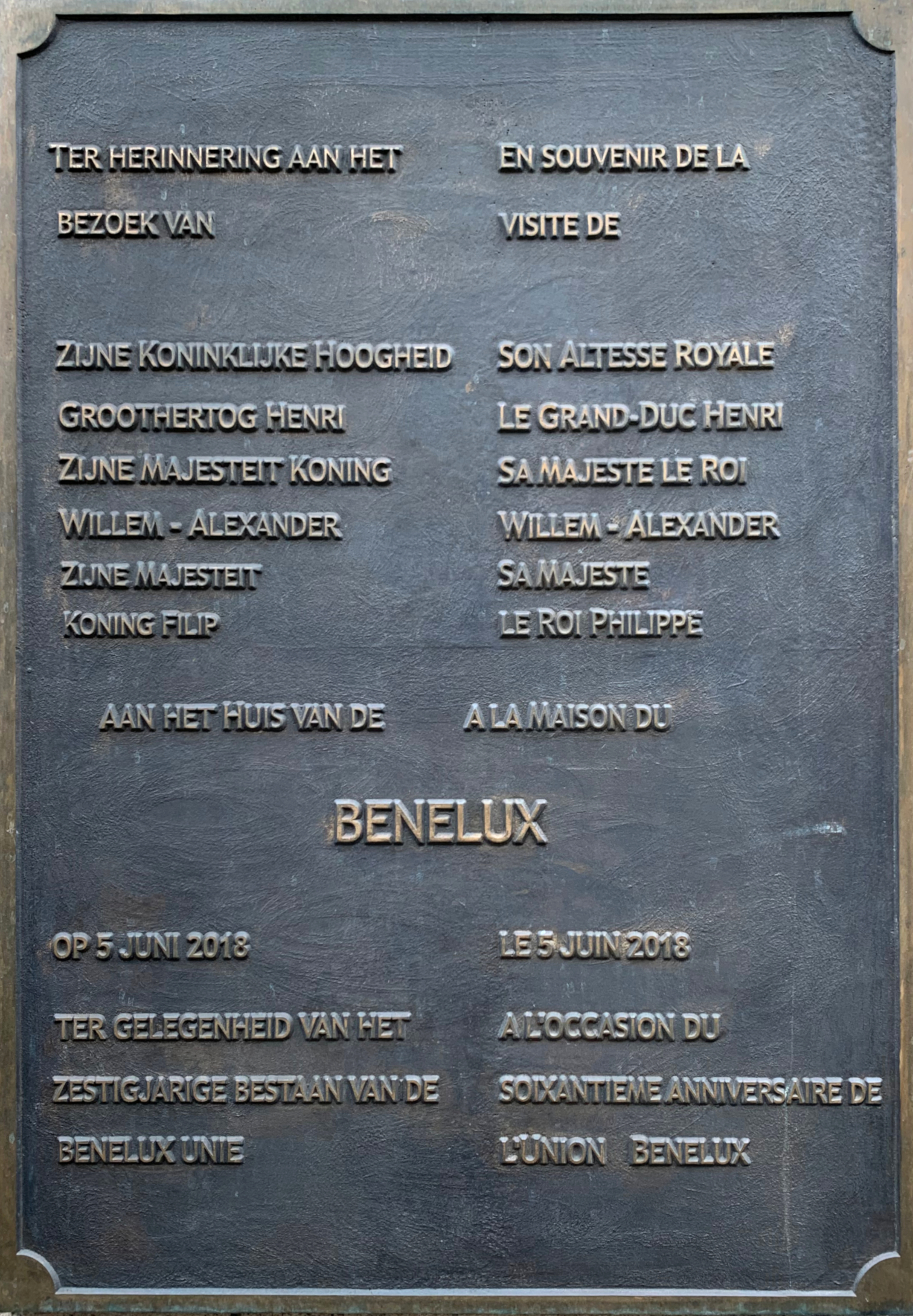
Plaque commémorative de l'inauguration de la maison du Benelux.

En 2018, les trois souverains du Benelux étaient à Bruxelles pour fêter les 60 ans du Benelux. À l'occasion de cette célébration, le bâtiment du Secrétariat général du Benelux a officiellement été inauguré par les souverains des trois pays comme Maison du Benelux.
En 2018, un Parlement Benelux des Jeunes a été créé.
Quelques résultats de la coopération Benelux : la reconnaissance automatique de tous les diplômes de l'enseignement supérieur, le projet pilote Benelux avec la lettre de voiture numérique, la signature d'un nouveau Traité Benelux en matière de coopération policière et les contrôles communs des transports routiers. Le Benelux s'engage également à travailler ensemble sur l'adaptation au changement climatique.

## Projet phares du Benelux en 2025
- L’approche intégrale de la criminalité organisée transfrontalière :

Les pays entendent lancer de nouvelles initiatives en vue de promouvoir, au sein du Benelux, une approche administrative et intégrale face aux problèmes complexes de la criminalité transfrontalière organisée. Une stratégie commune à ce niveau devrait permettre de déterminer les mesures les plus efficaces pour relever les défis uniques de la région Benelux. Le récent Traité de Police Benelux apporte déjà une pierre importante à cet édifice, en offrant notamment la possibilité d’échanger des données entre services compétents.
- La reconnaissance mutuelle des diplômes et des qualifications professionnelles :

Dans le cadre de ses priorités pour 2025, l’Union Benelux poursuivra ses efforts pour promouvoir la reconnaissance des diplômes et des qualifications professionnelles, un enjeu clé pour la mobilité des travailleurs et l’adaptation aux évolutions du marché de l’emploi. Le Benelux poursuivra la promotion du traité portant sur la reconnaissance mutuelle automatique des niveaux des diplômes d’enseignement supérieur entre les pays du Benelux et les États baltes, en facilitant l’adhésion d’autres États membres de l’Espace européen de l’enseignement supérieur. Un plan d’action visant à simplifier et à accélérer la reconnaissance des qualifications professionnelles sera mis en œuvre autour d’une double approche. D’une part, une approche horizontale fondée sur la Directive européenne 2005/36, visant à faciliter et à accélérer la reconnaissance des qualifications professionnelles pour les professions réglementées. D’autre part, une approche verticale qui se concentrera sur certaines professions non réglementées jugées prioritaires, notamment celles confrontées à des pénuries de main-d’oeuvre ou ayant un rôle stratégique dans la transition verte et numérique. Un atelier de reconnaissance des qualifications professionnelles sera organisé pour permettre aux experts des différents États membres de discuter de ces enjeux et de partager des solutions concrètes.
- La coopération énergétique :

En 2025, la Consultation pentalatérale sur l’énergie fêtera son 20e anniversaire. En 2005, cette concertation entre les pays du Benelux et aujourd’hui la France, l’Allemagne, l’Autriche et la Suisse a débuté en tant que scission de la coopération Benelux dans le domaine de l’énergie. Même 20 ans plus tard, le Benelux joue toujours un rôle central. Par exemple, les directeurs généraux de nos trois pays ont invariablement mis à l’ordre du jour de leurs concertations stratégiques les progrès et les nouveaux thèmes possibles de la coopération régionale dans le domaine de l’énergie. C’est ainsi que la coopération énergétique du Benelux s’est transformée en une large concertation sur les forces du marché, garantissant la sécurité énergétique et les défis communs vers un système énergétique décarboné. En 2010, la coopération énergétique régionale avec les pays de la mer du Nord sur le développement optimal de l’énergie éolienne offshore s’est également développée dans le cadre de la coopération Penta. À l’occasion des 20 ans de Penta et des 15 ans de coopération en mer du Nord, le Benelux mettra en évidence et renforcera son rôle essentiel de coordination dans la coopération énergétique régionale. Il s’agira a) de définir l’importance stratégique de la coopération régionale pour le Benelux lors d’une réunion de haut niveau à l’automne, b) de développer des initiatives visant à accélérer les nouveaux thèmes régionaux cruciaux autour de la planification des infrastructures, de la sécurité d’approvisionnement et de la flexibilité, et c) de préparer un accord-cadre entre les pays du Benelux et le Secrétariat du Benelux par lequel le Benelux remplit l’obligation européenne de mener des exercices bisannuels de crise énergétique régionale.
- Traité sur la fraude sociale :

Les pays viseront à finaliser les négociations relatives au Traité sur la fraude sociale. Grâce au cadre juridique que celui-ci fournira, les activités des pays en matière d’inspections ou de contrôles communs ou concertés et d’échange d’informations seront renforcées. Cela permettra de lutter plus efficacement contre la fraude sociale transfrontalière, la concurrence déloyale et le dumping social, cela permettra également de mieux assurer le respect de conditions de travail décentes et équitables ainsi que des droits en matière de sécurité sociale pour tous les travailleurs traversant les frontières.

## La reconnaissance mutuelle de niveau des diplômes de l’enseignement supérieur
Les pays du Benelux ont signé en 2018 un accord visant à étendre la reconnaissance automatique des diplômes de l’enseignement supérieur. Les ministres de l’Enseignement supérieur de la Belgique, des Pays-Bas et du Luxembourg ont approuvé un accord qui facilitera la mobilité transfrontalière des étudiants et des travailleurs. Cet accord étend le principe de reconnaissance automatique des niveaux des diplômes et grades de tout niveau de l’enseignement supérieur au sein du Benelux. Plus précisément l’associate degree et le doctorat. Un même accord du genre signé en 2015 portait déjà sur le master et le bachelor. Le Benelux est la seule région d'Europe où la reconnaissance automatique interétatique de niveaux des diplômes est un fait. Avant cet accord trilatéral, les diplômés devaient suivre une procédure longue et parfois onéreuse pour faire reconnaître leurs certificats, ce qui pouvait freiner la poursuite des études -ou la recherche d'un emploi- de l'autre côté de l'une ou l'autre frontière.
Les pays du Benelux - Belgique, Pays-Bas, Luxembourg - et les États baltes - Estonie, Lettonie et Lituanie – ont lancé en 2021 officiellement le Traité portant sur la reconnaissance mutuelle automatique des niveaux des diplômes d'enseignement supérieur.
Ce Traité prévoit que toute personne ayant obtenu un diplôme d’enseignement supérieur visé par le Traité dans l'un des pays du Benelux ou des États baltes est assurée que le niveau de son diplôme sera automatiquement reconnu dans les autres pays signataires. Concrètement, les diplômés ne devront plus faire face à de longues procédures de reconnaissance et aux coûts y relatifs, ainsi qu'à une situation d'incertitude pour savoir si leur diplôme est valable dans le pays où ils souhaitent travailler ou poursuivre leurs études. Pour les titulaires de tels titres de formation, cela représente une simplification administrative immédiate.

## Nouveau Traité de police Benelux
Le ministre belge de la Sécurité et de l'Intérieur, Jan Jambon, le ministre belge de la Justice, Koen Geens, le ministre néerlandais de la Justice et de la Sécurité, Ferdinand Grapperhaus, le ministre luxembourgeois de la Sécurité intérieure, Etienne Schneider et le ministre luxembourgeois de la Justice, Félix Braz ont signé en 2018 un nouveau Traité de police Benelux qui permet dorénavant un meilleur échange de données, plus de possibilités d'intervention transfrontalière et de faciliter les enquêtes policières dans les pays voisins. Le 1er octobre 2023, le nouveau Traité Benelux en matière de police est entré en vigueur. Ce traité a notamment pour objectif d'élargir les possibilités de police transfrontalière et de faciliter les enquêtes policières dans les pays voisins. En outre, ce traité vise à améliorer l'échange de données.
En 2004, un Traité Benelux sur la coopération transfrontalière entre les services de police du Benelux a été signé. Celui-ci vient d'être complètement revu et élargi. Les ministres avaient déjà exprimé leur intention de renforcer la coopération en matière de sécurité. Les pays du Benelux devancent ainsi l'Union européenne.

### Plus d'échanges d'informations
Avec ce nouveau Traité, un accès direct devient mutuellement possible aux bases de données policières sur base d’un hit/no hit. Une consultation directe des bases de données de la police est aussi rendu  possible lors d'actions conjointes et dans des postes de police communs. Il sera également possible de consulter les registres de la population dans les limites de la législation nationale. Dans le futur, les données des caméras ANPR (Automatic Number Plate Recognition), qui jouent un rôle de plus en plus important dans la lutte contre la criminalité, pourront être échangées entre les pays du Benelux en fonction de leur droit respectif. C’est également en fonction du droit national que les services de police et les services judiciaires pourront collaborer davantage avec les autorités locales pour échanger des informations plus spécifiques sur le crime organisé (approche administrative).

### Nouvelles possibilités d'action transfrontalière
Le Traité facilite la poursuite transfrontalière et étend les pouvoirs d'enquête des policiers du Benelux. Ainsi une poursuite légalement entamée dans un pays Benelux pourra être prolongée dans un autre pays Benelux sans prendre en considération les seuils d’infractions pénales qui caractérisent actuellement le régime des poursuites transfrontalières. Le nouveau Traité permettra également aux policiers de mener des opérations de recherche transfrontalière moyennant le respect de certaines conditions.
La coopération intensive existante dans le domaine des officiers de liaison de la police, les patrouilles et les inspections conjointes ainsi que la fourniture d'une assistance lors de grands événements sont maintenues. En outre, les possibilités de missions d'escorte et de surveillance transfrontalières ainsi que les interventions à bord des trains internationaux sont élargies.
En cas de situation de crise, des unités d'intervention spéciales peuvent désormais intervenir au-delà des frontières ; ceci est également possible en tant que support pour des événements importants avec un risque de sécurité majeur tel qu'un sommet de l’OTAN.
Après l’approbation par les parlements et la réalisation des accords de mise en œuvre, le nouveau Traité de police du Benelux entrera en vigueur.

## Traité Benelux de Liège: les services d'inspection Benelux contrôlent ensemble des transports de marchandises et de personnes
En 2017, un Traité Benelux (Traité de Liège) autorisant la coopération transfrontalière en matière d'inspections du transport routier est entré pleinement en vigueur. Par conséquent, les inspecteurs néerlandais, belges et luxembourgeois peuvent, entre autres, effectuer des contrôles conjoints de camions et de bus dans les trois pays. Ce Traité a été signé en 2014 à Liège par les trois pays et devait ensuite être ratifié par les différents parlements. Entre-temps, sur la base d'un régime transitoire, et dans l'attente de l'entrée en vigueur du Traité, plusieurs grands contrôles Benelux visant le transport routier ont déjà eu lieu. En vertu de ce régime de transition, les inspecteurs des pays voisins ne pouvaient agir qu'en qualité d'observateurs. Désormais, ils peuvent exercer l'ensemble de leurs compétences.
La coopération sur la base de ce Traité Benelux, entraîne un contrôle plus uniforme du transport routier, des réductions de coûts, une concurrence plus honnête entre les sociétés de transport et de meilleures conditions de travail pour les chauffeurs. En outre, cette coopération renforce la sécurité routière générale dans les trois pays. Par ce Traité, le Benelux souhaite intensifier la coopération en améliorant la situation existante à travers une harmonisation poussée des contrôles, l'échange de matériel et la formation de personnel afin de réduire les coûts et en autorisant les inspecteurs d'un pays de participer aux inspections dans un autre pays Benelux en exerçant l'ensemble de leurs compétences, ce qui permet notamment de bénéficier de l'expertise des spécialistes de chacun des pays. Ce faisant, ils s'engagent pleinement en faveur de la sécurité routière pour les citoyens et créent des conditions de concurrence équitables, si bien que les entrepreneurs à l'intérieur et en dehors du Benelux doivent se soumettre à l'application des mêmes règles de contrôle.
L'application du Traité de Liège permet aux trois pays Benelux de jouer le rôle de précurseurs en Europe. En outre, le Traité prévoit expressément la possibilité d'adhésion d'autres pays.

## Langues officielles et répartition

Carte du Benelux

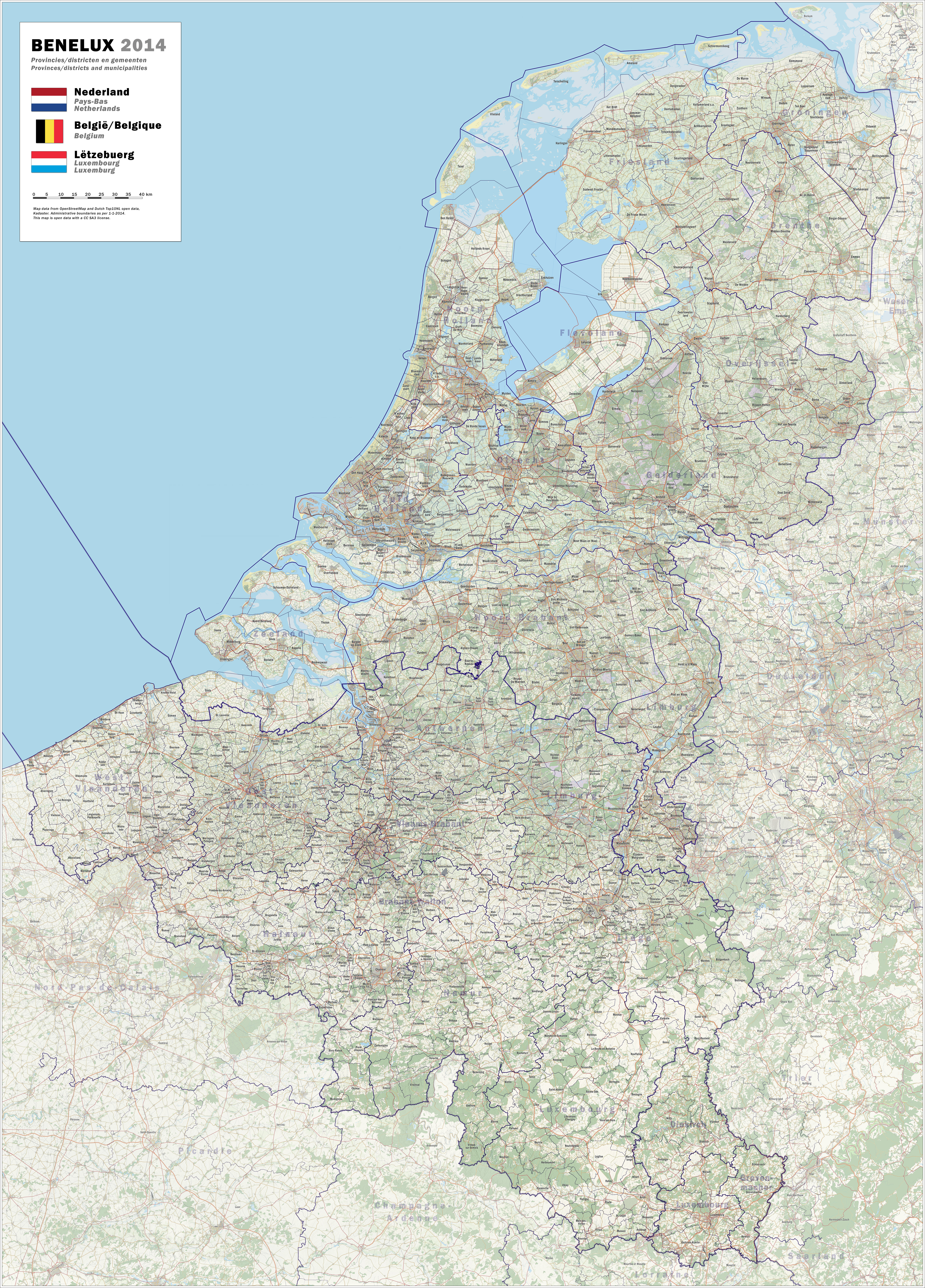
Géographie du Benelux

Le néerlandais et le français sont les deux langues officielles du Benelux et de ses institutions,.
Sur une population de 29 millions[réf. souhaitée] (fin 2017) d’habitants au Benelux :
- 81,7 % sont néerlandophones, soit 23,7 millions de personnes, réparties entre 17,2 millions de Néerlandais[9] et 6,5 millions de Flamands et de Bruxellois néerlandophones ;
- 17 % sont francophones, soit 4,8 millions de personnes, réparties entre 4,7 millions de Wallons et Bruxellois francophones et 0,5 million de Luxembourgeois (qui parlent aussi l’allemand et leur langue nationale, le luxembourgeois), ainsi que 77 000 Belges[10] germanophones.

## Fonctionnement

### Institutions jusqu’à 2012
Jusqu’en 2012, date d’entrée en vigueur du traité d'Union Benelux signé en 2008, l’Union économique Benelux comprenait plusieurs institutions : un Comité de ministres, un Conseil interparlementaire consultatif (devenu Parlement Benelux du Conseil de l’Union économique, des Commissions et des Commissions spéciales, d’un Secrétariat général, de Services communs, d’un Collège arbitral, du Conseil consultatif économique et social et d’un Bureau des marques, gérant les marques enregistrées de façon commune depuis 1971.

### Institutions depuis 2012
À la suite du traité d’Union Benelux, le nombre d’institutions a été réduit. Sont maintenues :
- un Secrétariat général, établi à Bruxelles, et qui assure des fonctions de logistique et de bons offices. Le secrétaire général est depuis le 1er janvier 2023 Frans Weekers. Ses prédécesseurs étaient le Luxembourgeois Alain de Muyser, le Belge Thomas Antoine, le Néerlandais Jan van Laarhoven (2007-2017) ; Le secrétaire général adjoint BE est Michel Tilemans et le secrétaire général LU est Jean-Claude Meyer. Le Secrétariat général est le pivot de la coopération au sein de l’Union Benelux.
- un Comité de ministres, organe exécutif où s’applique la règle de l’unanimité. Sa formation rassemble les ministres des affaires étrangères des trois États ;
- un Conseil Benelux, qui rassemble les Secrétaires généraux des Ministères des Affaires étrangères de trois pays
- un Conseil interparlementaire consultatif (le Parlement du Benelux officiellement l’Assemblée Interparlementaire Benelux[12] ) rassemblant des parlementaires des trois pays ; il a un rôle de délibération et de recommandation mais pas de pouvoir législatif ;
- une Cour de justice, aux fonctions pour partie analogues à celles de la Cour de justice de l'Union européenne : résolution de questions posées par les juges nationaux, interprétation du droit Benelux, contentieux administratif interne.

Par ailleurs le traité dispose la création d’un Office Benelux de la propriété intellectuelle, basé à La Haye.

## Sport
Si ces trois pays se sont unis pour former une entité économique plus forte face à des pays voisins beaucoup plus grands, il est arrivé dans l’histoire que différentes fédérations sportives de ces pays se soient également unies pour organiser des compétitions plus attractives et compétitives, mais surtout pour s’imposer en Europe face aux plus grosses nations. Ainsi des compétitions de handball, de football féminin, de rugby à XV, de futsal et de hockey sur glace ont été mises en place.
Mais ces associations furent souvent belgo-néerlandaises à l’image du football féminin (BeNe League), du futsal (Benecup) et de hockey sur glace (BeNe League), le handball fait ainsi figure d’exception avec l’organisation de la BeNeLux Liga entre 2007 et 2014, avant de passer à la BeNe League eux aussi.
Le cas du rugby à XV est plus particulier puisque l’Allemagne y participe alors que la compétition se nomme Benecup.
D’autres sports ont déjà pensé à organiser de telles compétitions comme le football où divers projets ont été pensés sans pour autant voir le jour.
L’Eneco Tour, course de l’UCI World Tour, est surnommée le tour du Benelux sans pourtant s’être déroulé au Luxembourg.

### Compétition
- BeNe League en football féminin
- Benecup en futsal
- BeNe League en hockey sur glace
- BeNe League en handball
- Benecup en rugby à XV

## Coopération au sein du Benelux
L’Union Benelux fonctionne comme un laboratoire pour la coopération européenne. Des initiatives telles que la reconnaissance des diplômes et les contrôles transfrontaliers des camions servent d’exemple pour une harmonisation plus poussée dans l'Union européenne.
- Sécurité et services d’urgence :
  - Grâce au traité de police Benelux (2023), les forces de police peuvent intervenir de manière transfrontalière, renforçant ainsi la lutte contre la criminalité.
  - Les ambulances et les pompiers peuvent opérer au-delà des frontières, garantissant une intervention plus rapide en cas d’urgence.

- Reconnaissance des diplômes :
  - Les diplômes de l’enseignement supérieur sont automatiquement reconnus au sein du Benelux, facilitant ainsi le travail et les études dans un autre pays du Benelux.

- Économie et transport :
  - La suppression des barrières administratives, notamment grâce aux lettres de voiture numériques, rend le transport transfrontalier plus efficace et moins coûteux pour les entreprises.

## Sources

## Compléments